# Марвин Гей
Марвин Гей (на английски: Marvin Gaye; 1939 – 1984) е американски музикант, изпълнител на песни в разни стилове (соул, R&B), автор на текстове към песни, аранжор, инструменталист (пианист, органист, барабанист) и музикален продуцент.
Става световноизвестен през 1960-те и 1970-те години като музикант от лейбъла „Мотаун“. Нареждан е сред най-добрите певци на своето време.

## Биография

### Ранни години
Марвин Пенц Гей-младши е роден на 2 април 1939 година в болницата „Фридменс“ във Вашингтон в семейството на петдесятнически свещеник. Първоначално живее в стария, но западнал и пренаселен квартал „Саутуест Уотърфронт“.

### Първи успехи
Започва кариерата си в „Мотаун“ през 1960 г. и скоро става първа цигулка сред певците в лейбъла. Записва много хитове през 1960-те години, сред които „Stubborn Kind of Fellow“, „How Sweet It Is (To Be Loved By You)“ и „I Heard It Through the Grapevine“, както и няколко много успешни дуета с Тами Теръл като „Ain't No Mountain High Enough“ и „You're All I Need to Get By“.
Гей и Стиви Уондър имат сериозен принос за борбата с автоматизираното производство на хитове в „Мотаун“, като тогава звукозаписният процес общо взето държал изпълнители, текстописци и продуценти разделени.

### 70-те години
Гей кара „Мотаун“ да издаде през 1971 г. албума му „What's Going On“, който се оказва много успешен. Следващите музикални звукозаписни изяви доказват, че Гей е способен да пише текстове към своите песни и дори сам да записва песните си, без помощта на „Мотаун“. Това постижение отваря нови врати за реализация на независими музиканти като Лутер Вандрос и Бейбифейс.
През 70-те години Гей записва няколко забележителни албума, сред които „Let's Get It On“ и „I Want You“, тогава се появяват и хитовете му в соул музиката като „Let's Get It On“, „Got to Give It Up“ и „Sexual Healing“.

### Последни години
На 1 април 1984 г., ден преди да навърши 45, забележителният музикант, соул и арендби певец, автор на текстове, аранжор и продуцент е застрелян от баща си. Трагедията става в дома им в Лос Анджелис след жестока кавга между двамата.

## Дискография
- „The Soulful Moods of Marvin Gaye“ 1962
- „That Stubborn Kinda Fellow“ 1963
- „Recorded Live on Stage“ 1963
- „Hello Broadway“ 1964
- „When I'm Alone I Cry“ 1964
- „How Sweet It Is to Be Loved By You“ 1965
- „A Tribute to the Great Nat „King“ Cole“ 1965
- „Moods of Marvin Gaye“ (1966
- „In the Groove“ (1968
- „M.P.G.“ (1969
- „Marvin Gaye & His Girls“ (1969
- „That's the Way Love Is“ (1970
- „What's Going On“ (1971
- „Trouble Man“ (1972
- „Let's Get It On“ (1973
- „Marvin Gaye Live!“ (1974
- „I Want You“ (1976
- „Live at the London Palladium“ (1977
- „Here, My Dear“ (1978
- „In Our Lifetime“ (1981
- „Midnight Love“ (1982